# 888sport
888sport ist ein multinationales Unternehmen für Sportwetten mit Hauptsitz in Gibraltar. Es wurde 2008 gegründet und ist ein Tochterunternehmen von 888 Holdings PLC. Das Unternehmen bietet Online-Sportwetten an, vorwiegend in europäischen Märkten.

## Geschichte

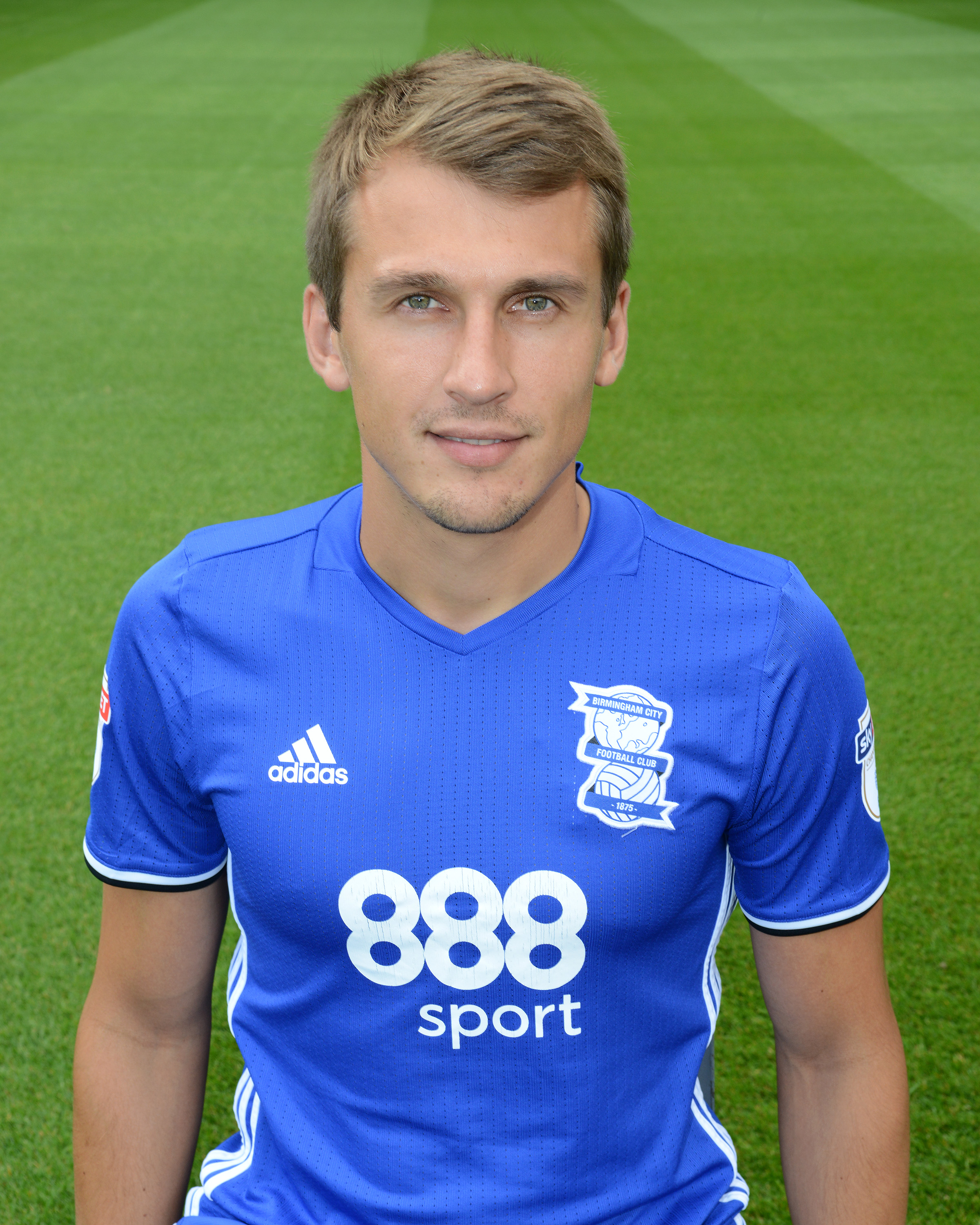
Der deutsche Fußballspieler Robert Tesche in der Uniform des Birmingham City F.C. mit 888sport-Branding.

888sport wurde im März 2008 als spezielle Sport-Marke von 888 Holdings gegründet.
888sport stieg 2010 in den Bereich des Sportsponsoring ein, beginnend mit einem gesponserten Stand im Fontwell Park Racecourse.
Santiago Cañizares, ein ehemaliger Fußballspieler und Mitglied der spanischen Nationalmannschaft, schloss sich 888sport im Jahr 2011 als europäischer Markenbotschafter an. Im Jahr 2012 folgte der ehemalige englische Fußballprofi Ian Wright als Experte für die Europameisterschaft, und 2014 kam dann Emma Spencer, Moderatorin für Pferderennen auf Channel 4, als Expertin für Pferderennen dazu. Seit dem 8. Januar 2022 ist 888Sport offizieller Partner des Bundesligisten RB Leipzig. Für 888Sport ist es das erste Engagement in der Fußball-Bundesliga.
888sport erhielt Medienberichterstattung für die Art, wie es Social Media vor und während des Kampfes zwischen George Groves und Carl Froch im Jahr 2014 einsetzte.
2013 erhielt 888 Holdings die Lizenz zum Anbieten von Online-Glücksspiel von der Nevada Gaming Commission, was es zu einem der ersten nichtamerikanischen Onlineglücksspiel-Unternehmen mit Betrieb in den USA machte.

## 888sport Deutschland

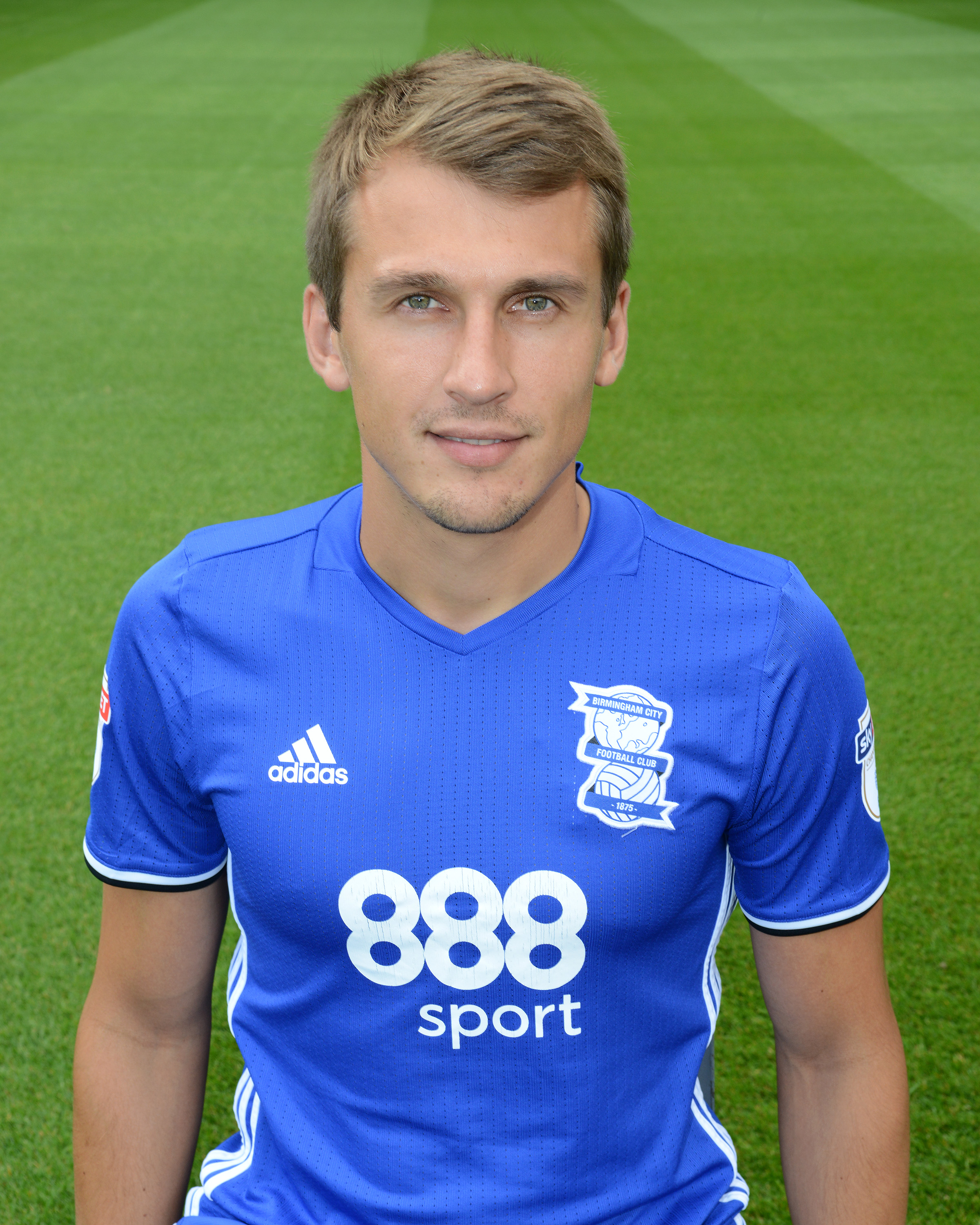
Der deutsche Fußballspieler Robert Tesche in der Uniform des Birmingham City F.C. mit 888sport-Branding.

Seit der Neuregulierung des Glücksspielwesens in Deutschland im Jahr 2021 ist 888sport auf der offiziellen Whitelist der Gemeinsamen Glücksspielbehörde der Länder (GGL) gelistet. Dadurch ist das Sportwettenangebot von 888sport über die Webseite 888sport.de legal in Deutschland zugänglich. Die Plattform wird in Deutschland von der 888 Germany Limited betrieben.

## Auszeichnungen
| Auszeichnung                                                      | Jahr |
| ----------------------------------------------------------------- | ---- |
| Beste Rückzahlung – BetXpert Bookmaker Awards                     | 2016 |
| Marketing-Kampagne des Jahres – Gaming Intelligence Awards        | 2017 |
| Onlinesportwetten-Betreiber (Auswahlliste) – Global Gaming Awards | 2018 |

## Team-Sponsoring
- FC Sevilla[13]
- Birmingham City[14]
- Nottingham Forest F.C.[14]
- Brentford F.C.[14]
- Preston North End F.C.[14]
- Rødovre Mighty Bulls[15]